# 細川義俊
細川 義俊（ほそかわ よしとし）は、鎌倉時代の武士。細川義季の子。

## 略歴
父・義季が孫（義俊の子）である俊氏ら兄弟を養子にしていることから、義俊自身は早世したものと推測されている。鎌倉時代の細川氏は三河国の零細御家人の一人であったことから、歴代当主の動静はほとんど判明していない。
細川氏の有力庶家であり、土佐国の守護代などを務めた細川遠州家や十市細川家は、義俊の子の宗義の子孫の系統とされている。
戦国時代の武将・池頼和は十市細川家の血を引く人物である。
| スタブアイコン | サブスタブ | この項目は、まだ閲覧者の調べものの参照としては役立たない、人物に関連した書きかけの項目です。この項目を加筆・訂正などしてくださる協力者を求めています（P:人物伝/PJ:人物伝）。 |